# Черокі (округ, Північна Кароліна)
Шаблон:StateAbbr_ 35°08′ пн. ш. 84°04′ зх. д. / 35.14° пн. ш. 84.06° зх. д.
Округ  Черокі (англ. Cherokee County) — округ (графство) у штаті  Північна Кароліна, США. Ідентифікатор округу 37039.

## Історія
Округ утворений 1839 року.

## Демографія
За даними перепису 
2000 року 
загальне населення округу становило 24298 осіб, усе сільське.
Серед мешканців округу чоловіків було 11786, а жінок — 12512. В окрузі було 10336 домогосподарств, 7373 родин, які мешкали в 13499 будинках.
Середній розмір родини становив 2,76.
Віковий розподіл населення поданий у таблиці:
| Стать    | До 15 років | 15-21 | 22-29 | 30-39 | 40-49 | 50-65 | 65-85 | Понад 85 |
| -------- | ----------- | ----- | ----- | ----- | ----- | ----- | ----- | -------- |
| Чоловіки | 2132        | 931   | 1016  | 1441  | 1607  | 2560  | 1933  | 166      |
| Жінки    | 1925        | 939   | 1002  | 1409  | 1817  | 2732  | 2306  | 382      |

## Виноски
1. ↑  U.S. Decennial Census. United States Census Bureau. Архів оригіналу за 26 квітня 2015. Процитовано 13 січня 2015.
2. ↑  Historical Census Browser. University of Virginia Library. Архів оригіналу за 11 серпня 2012. Процитовано 13 січня 2015.
3. ↑  Forstall, Richard L., ред. (27 березня 1995). Population of Counties by Decennial Census: 1900 to 1990. United States Census Bureau. Архів оригіналу за 3 березня 2015. Процитовано 13 січня 2015.
4. ↑  Census 2000 PHC-T-4. Ranking Tables for Counties: 1990 and 2000 (PDF). United States Census Bureau. 2 квітня 2001. Архів оригіналу (PDF) за 18 грудня 2014. Процитовано 13 січня 2015.
5. ↑  State & County QuickFacts. United States Census Bureau. Архів оригіналу за 8 липня 2011. Процитовано 18 жовтня 2013. [Архівовано 2011-08-05 у Wayback Machine.](англ.) Наведено за англійською вікіпедією.
6. ↑  American FactFinder. Бюро перепису населення США. Архів оригіналу за 26 лютого 2012. Процитовано 31 січня 2008. [Архівовано 2008-05-21 у Wayback Machine.]

| США | Це незавершена стаття з географії США. Ви можете допомогти проєкту, виправивши або дописавши її. |